# Raión de Kurchátov
El raión de Kurchátov (ruso: Курча́товский райо́н) es un distrito administrativo y municipal (raión) ruso perteneciente a la óblast de Kursk. Se ubica en el centro-oeste de la óblast. Su capital es Kurchátov, que se enclava en el centro del raión sin formar parte del mismo, ya que está constituida como un ókrug urbano aparte.
En 2021, el raión tenía una población de 17 497 habitantes.

## Subdivisiones
Comprende los asentamientos de tipo urbano de Ivánino y Posiólok ímeni Karla Líbknejta (cada uno de los cuales forma un ayuntamiento urbano sin pedanías) y 55 localidades rurales. A efectos de autogobierno local (descentralización), estas últimas se agrupan en seis asentamientos rurales, que reciben el nombre tradicional de selsovet (сельсовет), y que son los siguientes:
- Dichnia
- Drúzhnaya
- Kolpakovo (sede del ayuntamiento en Novoserguéyevka)
- Kosteltsevo
- Makárovka
- Chapli

El actual mapa de autogobierno local data de varias fusiones de ayuntamientos que tuvieron lugar en 2010. Sin embargo, a efectos de división territorial de los órganos internos federales y de la óblast (desconcentración), se sigue dividiendo en los doce gobiernos locales que se habían definido en 2004, y que crearon sus ayuntamientos conforme a dicho mapa en 2006. Los cuatro selsovety que siguen existiendo como áreas administrativas, pero desde 2010 sin ayuntamiento, son:

- Droniayevo (integrado en Makárovka)
- Nikolski (integrado en Kolpakovo)
- Nikoláyevka (integrado en Kosteltsevo)
- Afanásyevka (integrado en Kosteltsevo)